# 왜 오수재인가
《왜 오수재인가》는 2022년 6월 3일부터 2022년 7월 23일까지 방송했던 SBS 금토 드라마였다.

## 기획 의도
성공만을 좇다 속이 텅 비어버린 차가운 변호사 오수재와 그런 그녀를 지키기 위해서라면 무엇도 두렵지 않은 로스쿨 학생 공찬의, 아프지만 설레는 이야기.

## 제작진

### 제작사
- 스튜디오 S
- VO미디어

### 제작
- 한정환
- 박보경
- 김신호

### 극본
- 김지은

### 연출
- 박수진 : SBS 월화 드라마 《닥터스》(공동 연출), SBS 월화 드라마 《낭만닥터 김사부》(공동 연출), SBS 수목 드라마 《당신이 잠든 사이에》(공동 연출), SBS 특집 드라마 《사의 찬미》(연출), SBS 금토 드라마 《펜트하우스 2》(공동 연출), SBS 금요 드라마 《펜트하우스 3》(공동 연출) 연출
- 김지연
- 강보승

## 등장 인물
- (†) 표시는 드라마 상에서 최종적으로 사망한 인물이다.

### 주요인물
- 서현진 : 오수재 역 - TK로펌의 최연소 파트너변호사, 리걸클리닉 센터장. 제이의 생모.
- 황인엽 : 공찬 (김동구) 역 (아역 : 이유진) - 서중대 로스쿨 1학년, 조갑과 형칠의 교도소 동기.
- 허준호 : 최태국 역 † - TK로펌 회장, 주완과 윤상의 아버지. 승연의 시아버지. 제이의 친할아버지.
- 배인혁 : 최윤상 역 - 서중대 로스쿨 2학년, 태국의 차남. 주완의 동생. 승연의 시동생. 제이의 삼촌.

### TK로펌
- 지승현 : 최주완 역 - 태국의 장남, TK로펌 후계자. 윤상의 형, 승연의 남편. 제이의 아버지. 전나정 사건의 진범.
- 이주우 : 송미림 역 - TK로펌 어쏘(assoiate) 변호사, 리걸클리닉센터 객원변호사. '새끼 오수재'라 불리는 인물.
- 김선혁 : 민영배 역 - TK로펌 파트너변호사, 희영의 남편.
- 전진기 : 하일구 역 - 최태국 회장의 비서실장, 하일구란 이름보다 하실장이라고 불리는 게 익숙한 인물.

### 서중대 로스쿨
- 김재화 : 조강자 역 - 서중대 로스쿨 1학년, 형사 출신. 리걸클리닉센터 팀원
- 남지현 : 나세련 역 - 서중대 로스쿨 1학년, TK로펌 총무과 직원 출신. 리걸클리닉센터 팀원.
- 이진혁 : 남춘풍 역 - 서중대 로스쿨 1학년, PC방 사장. 리걸클리닉센터 팀원.
- 김창완 : 백진기 역 - 서중대 로스쿨 원장, 은서의 아버지.
- 김영필 : 서준명 역 - 서중대 로스쿨 교수. 검사 출신, 10년 전 검사 시절 김동구의 담당검사.
- 지주연 : 정희영 역 - 서중대 로스쿨 교수, 영배의 아내.

### 그 외 인물
- 차청화 : 채준희 역 - 가정의학과 전문의, 수재의 유일한 친구. 거침없는 입담과 촌철살인 상담으로 인기 많은 가정의학과 병원 원장.
- 조달환 : 구조갑 역 - 공찬과 함께 사는 형, 선술집 서빙 및 계산 담당. 형칠의 교도소 동기.
- 이규성 : 소형칠 역 - 공찬과 함께 사는 형, 선술집 주방 담당. 조갑의 교도소 동기.
- 최영준 : 윤세필 역 - 7조 이상의 운용자금을 굴리는 사모펀드 SP파트너스의 대표, 은서의 연인.
- 이경영 : 한성범 역 - 한수그룹 회장, 10여개의 계열사를 거느린, 생각보다 말이, 말보다 행동이 먼저 움직이는 인물.
- 박신우 : 한동오 역 - 성범의 아들이자 한수그룹 전무, 전나정 사건의 진범.
- 전재홍 : 한기택 역 - 한성범 회장 조카, 한수그룹 법무본부장.
- 조영진 : 이인수 역 - 다함께미래로당 의원, 대선후보.
- 원형훈 : 이시혁 역 - 인수의 아들이자 장인이 운영하는 은행 사회복지재단 이사장, 전나정 사건의 진범.
- 이종남 : 양화자 역 - 천재 & 영재 & 수재의 어머니, 모태 왕비병 엄마.
- 남정우 : 오천재 역 - 수재의 큰오빠, 크고 작은 사기사건에 얽혀 수재를 미치고 환장하게 한다.
- 이승빈 : 오영재 역 - 수재의 작은오빠, 형이 하는 일이면 뭐든 따라하는, 귀 얇은 인물.
- 배해선 : 지순옥 역 - 동구의 새어머니이자 나정의 어머니.
- 류예리 : 오수정 역 - 수재의 고등학교 동창, 필승의 어머니
- 김가영 : 은서의 수술을 담당한 의사 역
- 홍우진 : 박연우 역 - 한수바이오 분진 피해소송 당시 수재의 상대 변호사
- 김윤태 : 고광업 역 - KG 카센터 사장, 수재의 조력자
- 이철민 : 홍석팔 역 † - 소영이 일했던 룸살롱 사장
- 김중돈 : 도진명 역 - 강자의 전 직장 동료이자 후배
- 서진원 : 김상만 역 - 동구의 아버지이자 나정의 새아버지.
- 김지휘 : 박 조교 역 - 서중대 로스쿨 소속, 수재의 조교.
- 이진희 : 심민주 역 - 판사, 준명의 아내
- 황지아 : 전나정 역 † - 동구의 의붓동생, 순옥의 딸.
- 김윤서 : 임승연 역 - 주완의 아내, 태국의 며느리, 윤상의 형수, 제이의 새어머니.
- 한주현 : 최제이 역 † - 주완과 승연의 딸, 태국의 손녀. 수재의 친딸. 윤상의 조카.
- 김한준 : 노병출 역 † - 9년 전, 서준명에 의해 전나정 사건의 진범이 된 인물.
- 안은호
- 미상 : 박소영을 밀어 떨어뜨린 남자 역

### 특별출연
- 홍지윤 : 박소영 역 † - 안강훈 성폭행 사건 피해자, 지영의 언니.
- 정아미 : 박 회장 역 - 민주의 어머니, 준명의 장모
- 김종태 : 수재의 아버지 역 †
- 권상우 : 준희의 남편 역
- 이태성 : 안강훈 역 - 다함께미래로당 의원
- 곽민규 : 소영의 변호사 역
- 박지원 : 박지영 역 - 소영의 여동생, 고등학생.
- 한선화 : 강은서 역 - 진기의 딸, 세필의 연인, 전나정 사건의 또 다른 피해자.

## 참고 사항
- 프로그램 기획서에 기재된 법정물 '왜 오수재인가?'의 기획 의도는 다음과 같다.

누구에게나 인생의 방향이 바뀌는 순간은 불현듯 찾아온다.
그 순간의 선택은 인생을 빛나게도 하고, 흐려지게도 한다. 
지금 당신은, 당신의 인생 방향에 후회가 없는가.
그 방향을 택했던 순간으로 돌아가고 싶지는 않은가. 
이 드라마는 잘못된 선택으로 잘못된 성공을 꿈꿔온 여자가
한 청년과의 사랑으로 인생을 수정하고,
한 번도 제대로 사랑한 적 없던 자신을 비로소 사랑하게 되는,
아프지만 설레는, 시리지만 따뜻한 이야기다.
잘못된 선택, 인생의 방향이 심하게 틀어졌다. 
후회 대신 독해졌다, 다 가져야겠다고..
'완벽한 성공'만을 향해 달려온 스타변호사 오수재.
'성공한 여자'를 얘기할 때, 으레 붙는 수식어를 달고 다닌다. 
나쁜년, 미친년, 독한년, 싸가지 없는 년, 재수없는 년, 그러니 시집을 못 갔지.
신경 쓰지 않는다. 못난 것들, 멍청한 것들, 찌질한 것들, 그러니 성공을 못 하지.
지난 10년을, 그렇게 달려왔다. 아니, 어쩌면 서른일곱 해를 그렇게 달려왔는지도. 
잘못된 선택도 마다하지 않았다. 
인생의 방향은 심하게 틀어졌지만 잘못됐다 여긴 적 없고, 돌아가려 한 적도 없다.
그럴 새가 어딨어, 다 가져야지, 올라서야지,
그게 나를 지키는 유일한 힘인데.
그녀의 세상 밖, 멀리서 돌아온 로스쿨 학생, 공찬.
"저, 교수님 좋아해요."
말도 안 된다, 어이없다, 그런데 설렌다, 미쳤나보다.
10년을 달려 '완벽한 성공'에 다가서려는 순간, 
뜻밖의 사건에 휘말려 로스쿨 겸임교수로 밀려나는데. 
로스쿨 학생, 공찬이 나타나 그녀의 인생에 브레이크를 건다.
왜 당신은 당신을 함부로 대하는 이들과 함께 하는 건가요?
왜 당신은 당신 자신을 소중히 여기지 않는 건가요?
설렘에 대한 대가는 혹독하다.
그간의 시간들은 낱낱이 비수가 돼서 돌아오고
나락에 떨어진 그녀에게, 공찬이 손을 내민다.
그제야 보이는 것들이 있다.
그간 얼마나 잘못된 선택을 해왔는지. 
견고한 울타리에 갇혀 얼마나 부질없는 것에 매달렸는지. 
충격과 고통, 치욕과 후회가 뒤섞여 세상에서 사라지고 싶은데.
공찬이 그녀를 일으켜 세우고 손을 내민다.
당신은 멋지고 특별한 사람이에요, 더 이상 자신을 버리지 말아요, 나를 믿어요, 
그 손을 잡고 싶다.

- 지승현과 서현진은 2021년에 방송된 tvN 월화드라마 《너는 나의 봄》에 이어서 다시 의기투합하게 되었다.
- 김창완과 조달환은 2021년에 방송된 SBS 금토드라마 《원 더 우먼》에 이어서 다시 의기투합하게 되었다.

## 수상
- 2022년 SBS 연기대상
  - 청소년연기상 (이유진)
  - 남자 신인상 (배인혁)
  - 미니시리즈 장르/판타지 부문 남자 최우수연기상 (허준호)
  - 미니시리즈 장르/판타지 부문 여자 최우수연기상 (서현진)

## 시청률
최저 시청률과 최고 시청률은 시청률 조사회사와 지역별로 시청률에 차이가 있을 수 있습니다.
| 2022년 | 2022년   | 2022년         | 2022년         | 2022년       | 2022년 |
| 회차   | 방송일   | TNMS 시청률    | AGB 시청률     | AGB 시청률   |        |
| 회차   | 방송일   | 대한민국(전국) | 대한민국(전국) | 서울(수도권) |        |
| ------ | -------- | -------------- | -------------- | ------------ | ------ |
| 제1회  | 6월 3일  | 5.6%           | 6.0%           | 6.1%         |        |
| 제2회  | 6월 4일  | 5.6%           | 6.5%           | 7.1%         |        |
| 제3회  | 6월 10일 | 6.6%           | 8.4%           | 9.2%         |        |
| 제4회  | 6월 11일 | 8.4%           | 10.1%          | 10.5%        |        |
| 제5회  | 6월 17일 | 7.3%           | 8.9%           | 9.1%         |        |
| 제6회  | 6월 18일 | 7.5%           | 8.8%           | 9.5%         |        |
| 제7회  | 6월 24일 | 6.1%           | 8.7%           | 8.8%         |        |
| 제8회  | 6월 25일 | -              | 9.2%           | 9.5%         |        |
| 제9회  | 7월 1일  | 7.1%           | 8.7%           | 8.7%         |        |
| 제10회 | 7월 2일  | 6.3%           | 7.4%           | 7.5%         |        |
| 제11회 | 7월 8일  | -              | 7.0%           | 7.2%         |        |
| 제12회 | 7월 9일  | 5.7%           | 7.7%           | 8.6%         |        |
| 제13회 | 7월 15일 | 6.8%           | 7.4%           | 7.9%         |        |
| 제14회 | 7월 16일 | 6.3%           | 7.8%           | 8.5%         |        |
| 제15회 | 7월 22일 | 6.9%           | 7.7%           | 7.9%         |        |
| 제16회 | 7월 23일 | 8.2%           | 10.7%          | 11.4%        |        |

## 같이 보기
- 대한민국의 텔레비전 드라마 목록 (ㅇ)
- 2022년 대한민국의 텔레비전 드라마 목록

## 동시간대 방송
- MBC 금토드라마 《닥터 로이어》